# CSM Jiul Petroșani
Clubul Sportiv Municipal Jiul Petroșani, cunoscut sub numele de Jiul Petroșani, pe scurt Jiul, este un club de fotbal profesionist din Petroșani, județul Hunedoara, care activează în prezent în Liga a III-a. Clubul a fost înființat în 11 martie 1919, cu numele de Clubul Atletic al Minelor din Petroșani. Cea mai importantă realizare din palmaresul clubului este câștigarea Cupei României în sezonul 1973-1974.

## Istoric

### De la "District", la "B"
În Valea Jiului, fotbalul a pătruns în primii ani ai secolului al XX-lea, fotbalul fiind totuși privit cu neîncredere și ostilitate de către mineri, pentru că cei care îl practicau proveneau din alte bresle. În anul 1919 în lunile de vară, fotbalul se juca la Petroșani pe actualul loc din zona minei Dâlja. Fotbalul este adunat într-o formă oficială de către Ion Winklehner, director general al minelor "Societății Petroșani", sub numele de Clubul Atletic al Minelor Petroșani (CAMP). Primii instructori (antrenori) au fost nume precum Iosif Keiling, Carol Krausz, Wilhelm Spitzer sau Janos Kovezdi, alături de care făceau parte jucătorii Lajos Nagy - Ferenc Keiling, Grava, Ocsofsky, Kuna, Jozsef Bobei, Janos Horvath, Fridmansky, Lajos Spitzer, Cornea, Heinz, Ladany sau Palinkas.
Primele partide au fost cu echipe din regiunea Hunedoarei, astfel că după o omogenizare, în anul 1922, CAMP se înscrie în campionatul districtului Arad. Pentru a face față competiției, conducătorii de atunci ai CAMP-ului au adus jucători cu veleități din alte zone ale țării, precum Iosif Klein, L. Kiminich, Adalbert Danko sau Z. Veszpreny, cu reale calități competitive. În primul an competițional, CAM Petroșani ocupă locul 3, după AAC Arad și CS Vulcan.
În ediția 1924-1925, CAMP câștigă campionatul districtului Arad, dar de data aceasta sub denumirea de UCASP (Uniunea Cluburilor Sportive ale Societății Petroșani), după fuziunea cu CS Vulcan, efectuată în 1924. UCASP participă la faza finală eliminând pe "U" Cluj și Jahn Cernăuți, dar pierzând finala (1-5) cu Chinezul Timișoara. A fost totuși un titlu de vicecampioană națională, jucători precum Adalbert Danko, Gheorghe Peterffy, L. Kiminich, Z. Veszpremy, Alexandru Berkessy sau Ștefan Messner fiind primiți pe brațe la Petroșani.
După desfacerea fuziunii cu CS Vulcan în 1926, UCSAP va mai încerca o împerechere cu Jiul Lupeni în 1929, funcționând sub numele echipei din Lupeni, nume sub care va mai participa la o finală națională pierdută la 29 iulie 1928, 2-3 cu Colțea Brașov, de data asta cu Ioan Kiss, Eugen Szabados, Iosif Kilianovitz, Aurel Guga și Bognar printre cei mai buni.
În continuare după desființarea fuziunii cu echipele din Vulcan și Lupeni, din 1929 echipa din Petroșani își va lua numele de Jiul.

### Drumul spre "Divizia A"(1930–1937)
Popularitatea formulei cu Divizia A aparută în campionatul 1932-1933, a impus înființarea unui al doilea eșantion valoric, Divizia B, începand cu ediția 1934-1935, cu cinci serii, pe criterii geografice. Jiul Petroșani a ocupat locul 1 în prima ediție a Diviziei B, seria a II-a. Conform regulamentului de atunci, s-a desfășurat un turneu de calificare cu jocuri tur-retur, între câștigătoarele celor cinci serii, turneu câștigat de Jiul Petroșani, care trebuia să susțină un turneu de baraj cu ultima clasată din Divizia A, abia atunci având dreptul de promovare. Jocul a fost susținut de AMEFA Arad jiuliștii jucând cu Emerich, Medve, R. Radu, Szulle, Peterffy, Vajdea, s.a., scorurile fiind de 0-2 la Arad și 0-0 la Petroșani. 
Ultimul campionat, 1936-1937 a adus la rampă și Divizia C. În aceste condiții, din Divizia B au promovat câte patru echipe din cele două serii, din seria a II-a promovând Phoenix Baia Mare, Jiul Petroșani, Vulturii Textila Lugoj și Olimpia Satu Mare. Astfel, echipa Jiul Petroșani, condusă de antrenorul maghiar Rudolf Jenny, cu jucători valoroși precum I. Kiss, Bredan, Mardare, Zastulka, Skrovan, Vajdea sau Gutman vor reuși prima promovare în Divizia A  pentru fotbalul din Valea Jiului. 

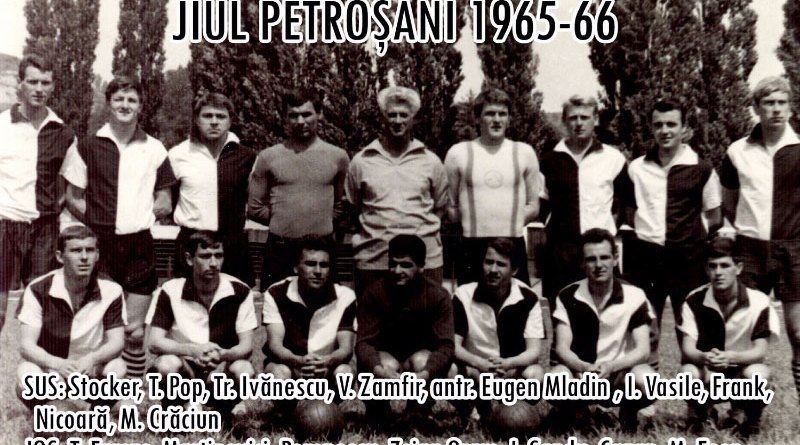
Jiul Petroșani (1965–1966).

### Anii de consolidare (1937–1966)
Până la cel de-al doilea război mondial (1939-1945), Jiul Petroșani a oscilat între Divizia A (1937-1938) și Divizia B (1938-1941), jucătorii de elită ai acestei perioade fiind Emil Cosma, Erno Skovran (au jucat în Naționala "B"), Gheorghe Vajdea, Teodor Bulea, Remus Radu, Gusti Emmerich, Geza Medve, Iosif Medve II, Ladislau Medve III, Bela Pop sau Traian Simandean.
După câștigarea seriei a II-a diviziei B în 1940-1941, din cauza războiului, campionatul s-a întrerupt, urmând a fi reluat în 1946 cu participarea de drept a echipei Jiul Petroșani în prima ligă.
În continuare Jiul Petroșani va avea o epocă așa zisă "de aur" chiar în ediția 1948-1949 reușind cea mai bună performanță din istoria sa, ocuparea locului 3 în Divizia A, după ICO Oradea și CFR (Rapid) București, după ce cu un an înainte ocupaseră locul 10. A fost un loc excelent și datorită achizițiilor din ultimii ani, Lica Panait, Costică Marinescu sau Tudor Paraschiva, care alături de Pop IV, Ion Nicsa, Costică Morar, Oroszi, Mihai Nemeș, Dez Szilaghi, Tibi Bone, Andrei Roman sau Janos Balogh au alcătuit o grupare puternică.
Chiar dacă între 1950-1956 s-a jucat după modelul sovietic, primăvara-toamnă și echipa a mai avut și alte denumiri tipice momentului (Partizanul, Flacăra, Minerul), Jiul Petroșani a zburdat prin Divizia A cu locuri de mijloc până la retrogradarea din 1959-1960.
Au fost 13 ani consecutivi în Divizia A datorită constanței și seriozitații antrenorilor de atunci, Jean Lăpușneanu sau Andrei Sepci, dar și a dăruirii unor fotbaliști așa cum au fost Aurel Crasnic, Tudor Paraschiva, Gheorghe Romoșan, Costică Moraru, Petre Vasiu, Ion Nicsa, Ștefan Szoke, Costică Marinescu, Gheorghe Anisia, Ștefan Codium, Iuliu Farkaș I, Emeric Farkaș II, Emil Ciurdarescu, Ion Ghibea, Lica Panait, Iosif "Bontu" Deleanu sau Gica Nertea.
A venit apoi o perioadă de recul, în care greutatea numelor din deceniul 5 nu a putut fi contrabalansată de cei veniți după 1960.
După un sezon în Divizia B (1960-1961) chiar și fără Panait și Deleanu retrași, dar cu ambițiosul Bazil Marian la cârmă, Jiul Petroșani revine în primul eșalon câștigând la golaveraj în fața lui CSM Baia Mare.
A fost o luptă strânsă, în trei, apoi Jiul a cunoscut gustul primei divizii doar un campionat (1961-1962), pentru ca apoi să joace din nou patru ani (1962-1966) în Divizia B. În această perioadă au mai apărut la Jiul Petroșani jucători remarcabili precum Baldwin Frank, Victor Zamfir, Florea Martinovici, Cornel Pavlovici, Mihai Ciornoava, Emil Dumitriu II, Marin Peronescu, Ioan Achim, Petre Libardi, Mircea Crăciun, Ion Vasile, Teodor Pop, Andrei Stocker. În ediția 1965-1966, antrenorul Eugen Mladin readuce echipa Jiul Petroșani în prima divizie, pe care nu o va mai părăsi timp de 19 ani.

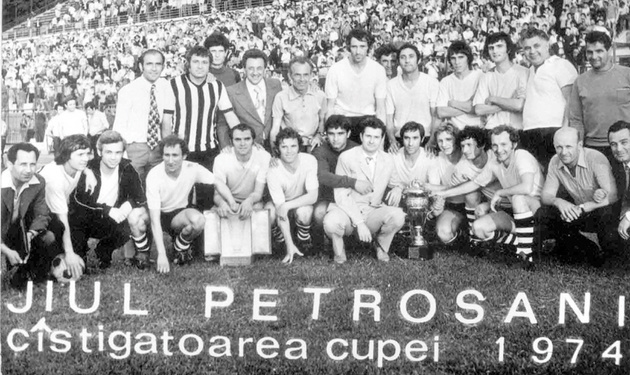
Jiul Petroșani (1973–1974), echipă care a câștigat Cupa României 1973-1974.

### O perioadă grozavă (1966–1985)
La numai 8 ani la revenirea în Divizia A, perioadă în care Jiul a ocupat poziții între 6 și 15, formația petroșeneană a dat marea lovitură, avându-l ca antrenor pe cel care a fost căpitanul echipei la promovarea din 1966, Traian Ivănescu. Acesta împreună cu echipa Gabriel Ion - Ion Nițu, Gogu Tonca, Andrei Stocker, Adrian Dodu - Alexandru Nagy, Petre Libardi - Arpad Szucs, Gheorghe Mulțescu, Adalbert Rozsnyai, Mihai Stoichiță a reușit pe 23 iunie 1974 (după ce ratase o finală în 1972) să învingă cu 4-2 pe "Poli" Timișoara în finala Cupei Romaniei și să aducă pentru prima dată trofeul în Valea Jiului. 
Jiul Petroșani a jucat în continuare în Divizia A, schimbând generații după generații, cu un vârf în sezonul 1976-1977, când antrenorul Gheorghe Ene a reușit un loc 5, cu o echipă în care au strălucit Iosif Cavai, Dragu Badin, Mihai Ciupitu, Augustin "Coco" Deleanu, Traian Stoica, Ionel Augustin, Gheorghe Mulțescu,Florea Dumitrache!
După vârful din 1976-1977 au urmat ani buni pentru Jiul Petroșani, greutățile apărând, paradoxal, după ce noul stadion din Lunca Jiului a fost dat în funcțiune în 1982 (cel vechi construit în 1922, a ars în 1975). Astfel după 19 campionate în Divizia A, Jiul Petroșani va retrograda în ediția 1984-1985, într-un campionat oscilant cu trei antrenori perindați la cârma echipei și 24 jucători folosiți, mulți dintre ei suspectați de noncombat.

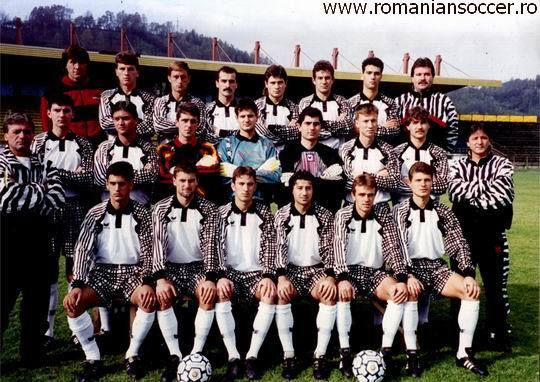
Jiul Petroșani (1995–1996), echipă care a obținut promovarea istorică în 1996.

### Sușuri și coborâșuri (1986-2001)
În următorii 15 ani, Jiul Petroșani s-a zbătut, nu de puține ori între sublim și ridicol. În ediția 1985-1986 revine genialul Gigi Mulțescu ca antrenor-jucător, readucând echipa în Divizia A după numai un campionat de B. Jiul Petroșani va reveni în "B" pentru alte două sezoane (1987-1989). Extazul erupe din nou pentru doi ani (1989-1991) când jiuliștii vor fi alături de elita fotbalului. Era de-acum generația lui Pauna Viorel, Sorin Ghițan, Florin Stoica, Ioan Varga, Marin Bacu, Silviu Popoviciu, Horațiu Lasconi, Aristică Cioabă, Marcel "Rico" Cristea, Ion Sburlea, Ion Radu sau Damian Militaru.
Retrogradarea din 1991 va arunca într-o lungă beznă de cinci ani Jiul în B, cu evoluții submediocre, precum edițiile din 1993-1994 (locul 7) sau 1994-1995 (locul 13). Abia după intervenția energică a lui Miron Cozma, liderul sindical din anii '90, în destinele echipei, Jiul revine pe prima scenă în 1995-1996, cu antrenorul Ion "Lița" Dumitru și câțiva fotbaliști talentați, Leo Toader, Liviu Baicea, Mircea Cristescu, Aristică Cioabă, Marin Tudorache, Dan Neiconi, Fanel Țara, Vasile Matinca sau Toni Sedecaru. 
Lor li s-au adăugat ulterior și alții (Cristian Pușcaș, Romulus Bealcu, Tudorel Zamfirescu, Tiberiu Csik) care au menținut echipa în prima divizie timp de doi ani (1996-1998), retrogradarea fiind cea mai jenantă din istoria clubului, cu 10 puncte și numai trei victorii în 34 de meciuri.
Degringolada s-a accentuat în următoarele ediții din Divizia B, prin pasarea echipei de la o conducere la alta. După trei ani în Divizia B (1998-2001), cu tânărul președinte al Consiliului de Administrație, Alin Simota și cu experimentatul antrenor Ioan Sdrobiș în staff-ul Jiului, obiectivele devenind foarte ambițioase. Situatia dezorganizata a clubului din acel moment s-a accentuat in urmatoarele sezoane ale Diviziei B prin conducerea conducerii clubului de la o persoana la alta . După trei ani slabi în liga a doua (1998–2001), președintele clubului a fost numit tânărul și ambițiosul Alin Simota și ca antrenor a fost numit experimentatul Ioan Sdrobiș , cel poreclit ca Tatăl . Dar sezonul 2001–02 a fost unul dezastruos, Jiul a terminat pe locul 15 și a retrogradat pentru prima dată în istoria sa în Divizia C

### Ultima strălucire a minerilor (2002–2007)
După retrogradarea dezastruoasă din 2002 în Divizia C, Jiul a făcut un sezon grozav și a promovat înapoi fără probleme, după ce a câștigat seria a șasea cu 8 puncte în fața CS Certej. În primul sezon după întoarcerea in Divizia B Jiul luptă pentru promovare până în ultima secundă a sezonului și a terminat în final pe locul 2, la doar un punct distanță de lider, CFR Cluj . Sezonul 2004–05 Divizia B a fost din nou unul greu pentru mineri care au câștigat seria a treia având doar un gol average mai bun decât CS Gaz Metan Mediaș și au promovat din nou în prima ligă după 7 ani de absență. Antrenorul echipei a fost Gheorghe Borugă și în echipă au fost jucători precum: Dumitru Hotoboc , Cătălin Mulțescu ,Cornel Irina , Iosif Kalai , Mihai Pintilii , Szabolcs Perenyi , Vasile Ciocoi , Mircea Voicu , Damian Militaru , Gabriel Apetri , Adrian Drida , Adrian Dulcea și Marian Pâcleșan . În primul sezon după revenirea în topul românesc Jiul cu Ionuț Chirilă urmat de Aurel Șunda ca antrenor și cu câțiva jucători noi precum Alin Paleacu , Florentin Dumitru , Alin Ilin sau Laurențiu Dinițăprintre altele au reușit să supraviețuiască și au terminat pe locul 13. Sezonul 2006–07 din Liga I a fost unul tumultuos, cu multe schimbări în lot și în staff-ul tehnic iar la finalul sezonului, Jiul a retrogradat în Liga a II- a, după ce s-a clasat pe locul 18 cu doar 20 de puncte.

### Probleme financiare și declin (2007-prezent)
După retrogradare, Jiul a încercat din nou să promoveze, dar forța financiară a echipei era din ce în ce mai mică de la an la an, un factor important fiind declinul industriei miniere din Valea Jiului (foarte multe mine au fost închise în acea perioadă, ceea ce a dus la o situație economică dezastruoasă a zonei). De asemenea, scandalurile țineau pasul cu echipa, Mihai Lungan acuzându-l pe Simota că și-a pus bodyguarzii să-l bată, pentru că a vrut să-și rezilieze contractul. În această situație, Jiul a devenit o echipă de mijloc în liga a doua: 2007–2008 – locul 6 și 2008–2009 – locul 10. În sezonul 2009–2010, echipa a încheiat pe locul 16, ceea ce a dus la excluderea ei din campionat. Din cauza excluderii și a marilor probleme financiare, Jiul a fost înscris în liga a 4-a în loc de a 3-a. A câștigat grupa după un sezon fără probleme, cu 5 puncte în fața locului doi, Minerul Uricani, dar a pierdut cu 0-1 meciul de promovare cu Timiș. În ciuda faptului că a ratat promovarea, Jiul a fost înscris în Liga a III-a datorită numărului mic de echipe depuse și a terminat pe locul 6 primul sezon. În pauza de iarnă a sezonului de Liga a III-a 2012–13 , Alin Simota a plecat din Jiul în Municipiul Petroșani, dar care a refuzat să-și asume responsabilitatea preluării echipei, acesta fiind practic finalul Jiulului în ligile naționale de fotbal.
După retragerea din Liga a III -a, Jiul a fost înscris în Liga a IV -a, iar în 2014 a fost mutat la Clubul Sportiv Municipal, club deținut de Municipiul Petroșani, dar finanțarea efectivă a echipei este slabă până la inexistentă și echipa supraviețuiește mai mult de la pasiunea suporterilor și a foștilor jucători precum: Marin Tudorache, Damian Militaru , Sorin Ghițan sau Cornel Irina . Rezultatele din ultimele sezoane au fost foarte slabe: 2013-14 – 8, 2014-15 – 9, 2015-16 – 13, 2016-17 – 9, 2017-18 – 12 și 2018-19 – 9 .

## Cronologia numelui
| Nume                 | Perioada     |
| CAM Petroșani        | 1919–1924    |
| UCAS Petroșani       | 1924–1926    |
| Jiul Lupeni          | 1926–1929    |
| Jiul Petroșani       | 1929–1950    |
| Partizanul Petroșani | 1950         |
| Flacăra Petroșani    | 1951–1952    |
| Minerul Petroșani    | 1953–1958    |
| Jiul Petroșani       | 1958–1962    |
| Jiul Petrila         | 1962–1966    |
| Jiul Petroșani       | 1966–present |

## Palmares

### Național
```
Liga I
```

Vicecampioană(1): 1924-1925
```
 
Liga a II-a
```

Campioană (8): 1934–35, 1940–41, 1960–61, 1965–66, 1985–86, 1988–89, 1995–96, 2004–05
Vicecampioană(3): 1936–37, 1987–88, 2003–04
```
 
Liga a III-a
```

Campioană(1): 2002–03
```
 
Liga a IV-a
 – 
Hunedoara
```

Campioană (2): 2010–11, 2019–20
```
 
Cupa României
```

Câștigătoare(1): 1973–74
Finalistă(1): 1971–72

### Internațional
```
Cupa Balcanică
 
```

Finalistă(1): 1977–78

### Parcursul național
| Sezon   | Nivel | Divizie                       | Loc      | Cupa României |
| ------- | ----- | ----------------------------- | -------- | ------------- |
| 2024–25 | 3     | Liga a III-a (Seria a VIII-a) | 5        |               |
| 2023–24 | 3     | Liga a III-a (Seria a VII-a)  | 8        |               |
| 2022–23 | 3     | Liga a III-a (Seria a VII-a)  | 6        | Play-off      |
| 2021–22 | 3     | Liga a III-a (Seria a VII-a)  | 7        |               |
| 2020–21 | 3     | Liga a III-a (Seria a VII-a)  | 8        |               |
| 2019-20 | 4     | Liga a IV-a (HD)              | 1 (C, P) |               |
| 2018-19 | 4     | Liga a IV-a (HD)              | 9        |               |
| 2017-18 | 4     | Liga a IV-a (HD)              | 12       |               |
| 2016-17 | 4     | Liga a IV-a (HD)              | 9        |               |
| 2015–16 | 4     | Liga a IV-a (HD)              | 13       |               |
| 2014–15 | 4     | Liga a IV-a (HD)              | 9        |               |
| 2013–14 | 4     | Liga a IV-a (HD)              | 8        |               |
| 2012-13 | 3     | Liga a III-a (Seria a V-a)    | 12 (R)   |               |
| 2011-12 | 3     | Liga a III-a (Seria a V-a)    | 5        |               |
| 2010–11 | 4     | Liga a IV-a (HD)              | 1 (C, P) |               |
| 2009-10 | 2     | Liga a II-a (Seria a II-a)    | 16 (R)   |               |
| 2008-09 | 2     | Liga a II-a (Seria a II-a)    | 11       |               |
| 2007-08 | 2     | Liga a II-a (Seria a II-a)    | 6        | Optimi        |
| 2006-07 | 1     | Liga I                        | 18 (R)   | Șaisprezecimi |
| 2005-06 | 1     | Divizia A                     | 13       | Sferturi      |

| Sezon     | Nivel | Divizie                   | Loc      | Cupa României |
| --------- | ----- | ------------------------- | -------- | ------------- |
| 2004-05   | 2     | Divizia B (Seria a III-a) | 1 (C, P) |               |
| 2003-04   | 2     | Divizia B (Seria a III-a) | 2        | Optimi        |
| 2002-03   | 3     | Divizia C (Seria a VI-a)  | 1 (C, P) |               |
| 2001-02   | 2     | Divizia B (Seria a II-a)  | 15 (R)   |               |
| 2000-01   | 2     | Divizia B (Seria II)      | 11       | Șaisprezecimi |
| 1999-2000 | 2     | Divizia B (Seria a II-a)  | 4        |               |
| 1998-99   | 2     | Divizia B (Seria a II-a)  | 15       |               |
| 1997-98   | 1     | Divizia A                 | 18 (R)   | Șaisprezecimi |
| 1996-97   | 1     | Divizia A                 | 14       | Șaisprezecimi |
| 1995-96   | 2     | Divizia B (Seria a II-a)  | 1 (C, P) |               |
| 1994-95   | 2     | Divizia B (Seria a II-a)  | 7        |               |
| 1993-94   | 2     | Divizia B (Seria a II-a)  | 13       | Șaisprezecimi |
| 1992-93   | 2     | Divizia B (Seria a II-a)  | 3        |               |
| 1991-92   | 2     | Divizia B (Seria a II-a)  | 3        |               |
| 1990-91   | 1     | Divizia A                 | 16 (R)   | Optimi        |
| 1989-90   | 1     | Divizia A                 | 14       | Optimi        |
| 1988-89   | 2     | Divizia B (Seria a II-a)  | 1 (C, P) |               |
| 1987–88   | 2     | Divizia B (Seria a II-a)  | 2        |               |
| 1986–87   | 1     | Divizia A                 | 16 (R)   | Optimi        |

### Parcursul european
| Sezon                        | Rundă       | Club          | Acasă | Departe | Agregat |
| ---------------------------- | ----------- | ------------- | ----- | ------- | ------- |
| 1974–75 Cupa Cupelor Europei | Prima runda | Dundee United | 2–0   | 0–3     | 2–3     |

## Infratructura

### Stadion

#### Distrugerea primului stadion

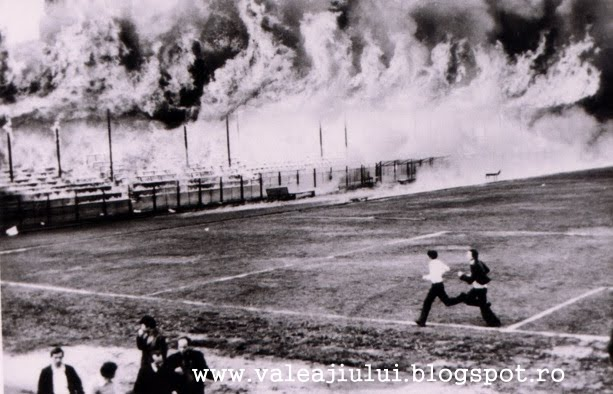
Incendiu la Stadionul Jiul (25 mai 1975).

Clubul sportiv Jiul Petroșani a avut de-a lungul timpului două stadioane, și cel actual nu ar mai fi fost niciodată construit (poate doar îmbunătățit cel vechi) dacă nu intervenea un incident. Acesta s-a întâmplat în 25 mai 1975, pe stadionul cu o singură tribună care rezistase aproape de la fondare, mai exact din 1922. În acea zi era programată o partidă cu FC Politehnica Iași, care se anunța extrem de tensionată datorită situației critice la retrogradarea din Divizia A în care se aflau minerii. Meciul era condus de arbitrul bucureștean  Gh. Limona, care a dat startul și disputa a decurs în mod normal până în minutul 14 când a luat foc tribuna veche de 53 de ani, și conducerea a fost obligată să pornească iarăși construcția unui stadion.
Pe locul vechiului stadion fiind acum Hotelul "Petroșani" și Parcul Central "Carol Schreter".

#### Stadionul actual
Noul stadion a devenit unic în România din 1981, și încă este singurul cu două tribune + cea oficială acoperite complet. până la inaugurarea arenelor din Cluj, Ploiești si București. Acesta a fost îmbunătățit la noi standarde după recenta promovare în Liga 1 din anul 2005, când s-a acoperit cu scaune de plastic toată suprafața, s-a iluminat un teren de antrenament iar tribuna presei a beneficiat de prize și acces la internet. Construcția avea totuși instalată o tabelă electronică (destul de veche), amplasată o pistă de atletism în jurul terenului, și patru terenuri de antrenament care aparțin complexului sportiv. Inițial, stadionul avea o capacitate de 30.000 de locuri, însă aceasta a fost redusă la 15.500 de locuri, ca urmare a renovării din anul 2005, ocazie cu care vechile bănci au fost înlocuite cu scaune.Pe lângă CSM Jiul Petroșani, care actualmente evoluează în Liga a III-a, stadionul a mai fost folosit și de clubul de fotbal ACS Șirineasa, între 2017-2018.

### Centrul de formare
Academia de tineret a Mineriilor a dat nume importante pentru fotbalul românesc și internațional precum: Tiberiu Bone ; Aurel Crâsnic ; Iuliu Farkaș ; Daniel Huza ; Cornel Irina ; Horațiu Lasconi ; Damian Militaru ; Gheorghe Mulțescu ; Mircea Popa ; Sergiu Radu ; Gabriel Stan ; Andrei Stocker ; Gogu Tonca ; Mihai Stoichiță ; Marin Tudorache ; Daniel Timofte

## Officiali clubului

### Conducerea Administrativă
| Rol                  | Nume                                                 |
| -------------------- | ---------------------------------------------------- |
| Proprietar           | Municipiul Petroșani                                 |
| Președinte           | Erika Preda                                          |
| Președinte de Onoare | Ștefan Florin Kiss                                   |
| Director sportiv     | Kandut Cosmin                                        |
| Manager General      |                                                      |
| Antrenor             | Radu Gariel Militaru Damian Gelu Ghiță Rujoi Gabriel |

## Jucători

### Lotul Echipei
Din 13 ianuarie 2025
| Nu. | Poz. | Națiune | Jucător                                   | Nu. | Poz. | Națiune | Jucător                                      |
| --- | ---- | ------- | ----------------------------------------- | --- | ---- | ------- | -------------------------------------------- |
| —   | GK   | ROU     | Leonard Mureșan                           | —   | MF   | ROU     | Cătălin Sajin                                |
| —   | GK   | ROU     | Jan Turiță                                | —   | MF   | ROU     | Albert Stoenică                              |
| —   | DF   | ROU     | Damian Dunca                              | —   | MF   | ROU     | Vlad Toma ( împrumutat de la FCSB II )       |
| —   | DF   | ROU     | Mario Geană ( împrumutat de la FCSB U18 ) | —   | MF   | ROU     | Ciprian Iftiimie                             |
| —   | DF   | ROU     | Petru Vreja                               | —   | MF   | ROU     | Remus Sandu ( Căpitan )                      |
| —   | DF   | ROU     | Alexandru Giurică                         | —   | MF   | ROU     | Vlăduț Buțurcă                               |
| —   | DF   | ROU     | David Petruț                              | —   | MF   | ROU     | Andrei Gogescu ( împrumutat de la FCSB U18 ) |
| —   | DF   | ROU     | Cosmin Dobre                              | —   | MF   | ROU     | Robert Petre                                 |
| —   | DF   | ROU     | Mathias Hondorocu                         | —   | FW   | ROU     | Gelu Velici                                  |
| —   | DF   | ROU     | Nicholas Lovas                            | —   | FW   | ROU     | Gabriel Fulga                                |
| —   | MF   | ROU     | Marian Pruteanu                           |     |      |         |                                              |
| —   | MF   | ROU     | Emanuel Jinga                             |     |      |         |                                              |
| —   | MF   | ROU     | Răzvan Covaci                             | .   | .    | .       | .                                            |

### Personalul Technic
| Rol                 | Nume            |
| ------------------- | --------------- |
| Antrenor principal  | Gabriel Radu    |
| Antrenor secund     | Ghiță Gelu      |
| Antrenor juniori    | Gabriel Rujoi   |
| Asistenti manageri  | Damian Militaru |
| Antrenor de portari | Sorin Ghițan    |
| Club Doctor         | Raul Mursoi     |
| Kinetoterapeut      |                 |
| Maseur              | Octavian Fage   |

## Lista antrenorilor Jiului Petroșani
- Vezi aici